# سكسنيل كولين
كلوريد سوكساميثونيوم، المعروف أيضًا باسم سوكساميثونيوم أو سكسينيل كولين، هو دواء يستخدم لإحداث شلل قصير الأمد كجزء من التخدير العام. يتم ذلك للمساعدة في التنبيب الرغامي أو العلاج بالصدمات الكهربائية. يتم إعطاؤه عن طريق الحقن، إما في الوريد أو في العضل. عند استخدامه في الوريد، يكون بدء التأثير بشكل عام في غضون دقيقة واحدة ويستمر التأثير لمدة تصل إلى 10 دقائق.
تشمل الآثار الجانبية الشائعة انخفاض ضغط الدم وزيادة إفراز اللعاب وآلام العضلات والطفح الجلدي. تشمل الآثار الجانبية الخطيرة ارتفاع الحرارة الخبيث وفرط بوتاسيوم الدم وردود الفعل التحسسية. لا ينصح به للأشخاص المعرضين لخطر ارتفاع البوتاسيوم في الدم أو تاريخ من الاعتلال العضلي. يبدو أن الاستخدام أثناء الحمل آمن للطفل.
السوكساميثونيوم ينتمي إلى عائلة الأدوية المانع للأعصاب والعضلات وهو من النوع المزيل للاستقطاب. وهو يعمل عن طريق منع عمل أستيل كولين على عضلات الهيكل العظمي.
تم وصف سوكساميثونيوم منذ عام 1906 ودخل حيز الاستخدام الطبي في عام 1951. إنه مدرج في قائمة منظمة الصحة العالمية للأدوية الأساسية. يتوفر سوكساميثونيوم كدواء عام.

## الاستخدامات الطبية
يشار إلى حقن كلوريد سكسينيل كولين، بالإضافة إلى التخدير العام، لتسهيل التنبيب الرغامي ولتوفير استرخاء العضلات والهيكل العظمي أثناء الجراحة أو التهوية الميكانيكية.
تقتصر استخداماته الطبية على استرخاء العضلات على المدى القصير في التخدير والعناية المركزة، عادةً لتسهيل التنبيب الرغامي. إنه شائع في طب الطوارئ بسبب ظهوره السريع ومدة عمله القصيرة. الأول هو نقطة رئيسية في الاعتبار في سياق رعاية الصدمات، حيث قد يلزم إكمال التنبيب الرغامي بسرعة كبيرة. هذا الأخير يعني أنه إذا فشلت محاولات التنبيب الرغامي وتعذر تهوية الشخص، فهناك احتمال للتعافي العصبي العضلي وبدء التنفس التلقائي قبل حدوث انخفاض مستويات الأكسجين في الدم. قد يكون أفضل من rocuronium للأشخاص الذين ليس لديهم موانع بسبب بدء تأثيره بشكل أسرع ومدة تأثيره الأقصر.
يشيع استخدام سوكساميثونيوم أيضًا باعتباره المرخي الوحيد للعضلات أثناء العلاج بالصدمات الكهربائية، ويفضل لقصر مدة تأثيره.
يتحلل سوكساميثونيوم بسرعة عن طريق البلازما بوتيريل كولينستراز وتكون مدة التأثير عادة في حدود بضع دقائق. عندما تنخفض مستويات البلازما من بوتيريل كولينستراز بشكل كبير أو وجود شكل غير نمطي (اضطراب وراثي غير ضار)، قد يستمر الشلل لفترة أطول، كما هو الحال في فشل الكبد أو عند حديثي الولادة.
يوصى بتخزين القوارير في درجة حرارة بين 2° - 8°. تكون القوارير متعددة الجرعات ثابتة لمدة تصل إلى 14 يومًا في درجة حرارة الغرفة دون فقد كبير في الفاعلية. ما لم يُذكر خلاف ذلك في معلومات الوصفات، فإن درجة حرارة الغرفة لتخزين الأدوية هي 15 درجة -25 درجة مئوية (59 درجة -77 درجة فهرنهايت).